# Lingua palpa
La lingua palpa era una lingua pahari parlata nel Nepal nella zona di Lumbini. Secondo Ethnologue la lingua è da considerarsi estinta.
Si tratta di una lingua strettamente correlata sia con la lingua nepalese che con la lingua kumaoni, tanto che, alcuni la considerano un dialetto di una o dell'altra lingua. In effetti può essere considerata una lingua intermedia tra le due.
Letteralmente il termine Palpa significa "delle colline".